# El Cotillo
El Cotillo is een dorpje aan de noordwestzijde van het Canarische eiland Fuerteventura. Dankzij de stevige wind en golven is dit rustig plaatsje populair onder watersportliefhebbers. El Cotillo maakt onderdeel uit van de gemeente la Oliva en telde 1.312 inwoners in 2016.

## Geschiedenis
De eerste vermeldingen van el Cotillo dateren uit de zeventiende eeuw, toen het bekend stond als een vissersgemeenschap. Het was gevestigd in een gebied waar schepen aanlegden, genaamd “Puerto del Roque”. De eilandraad van Fuerteventura vestigde in datzelfde gebied de zogeheten “Casa del Puerto del Tostón”, wat een van de havens van de handelsroute tussen Madeira en Fuerteventura werd. Sinds het midden van de twintigste eeuw wordt het dorpje “el Cotillo” genoemd.
In de loop van tijd nam het commercieel belang van de haven af en het dunbevolkte dorpje was economisch gezien volledig afhankelijk van de visserij. Sinds de jaren tachtig is toerisme een economisch alternatief en groeide de bevolking aanzienlijk.

## Bezienswaardigheden
El Cotillo wordt omringd door enkele van de mooiste stranden van Europa, waaronder “la Concha” en “los Lagos”. Het betreft baaitjes met helder zeewater en witte zandstranden.
Torre del Tostón is het meest prominente monument van het dorpje. Het werd in 1700 gebouwd om de kust te beschermen tegen piraten uit Frankrijk, Engeland en Barbarijse zeerovers. In 1949 werd Torre del Tostón erkend als cultureel erfgoed (“Bien de Interés Cultural”).
Ten noorden van el Cotillo staat de vuurtoren, vanwaar een verhard pad loopt richting Corralejo. De nieuwe haven met enkele restaurants bevindt zich aan de zuidzijde van het dorpje. Een grote muur van dik beton beschermt de bootjes tegen het geweld van de oceaan.

## Afbeeldingen

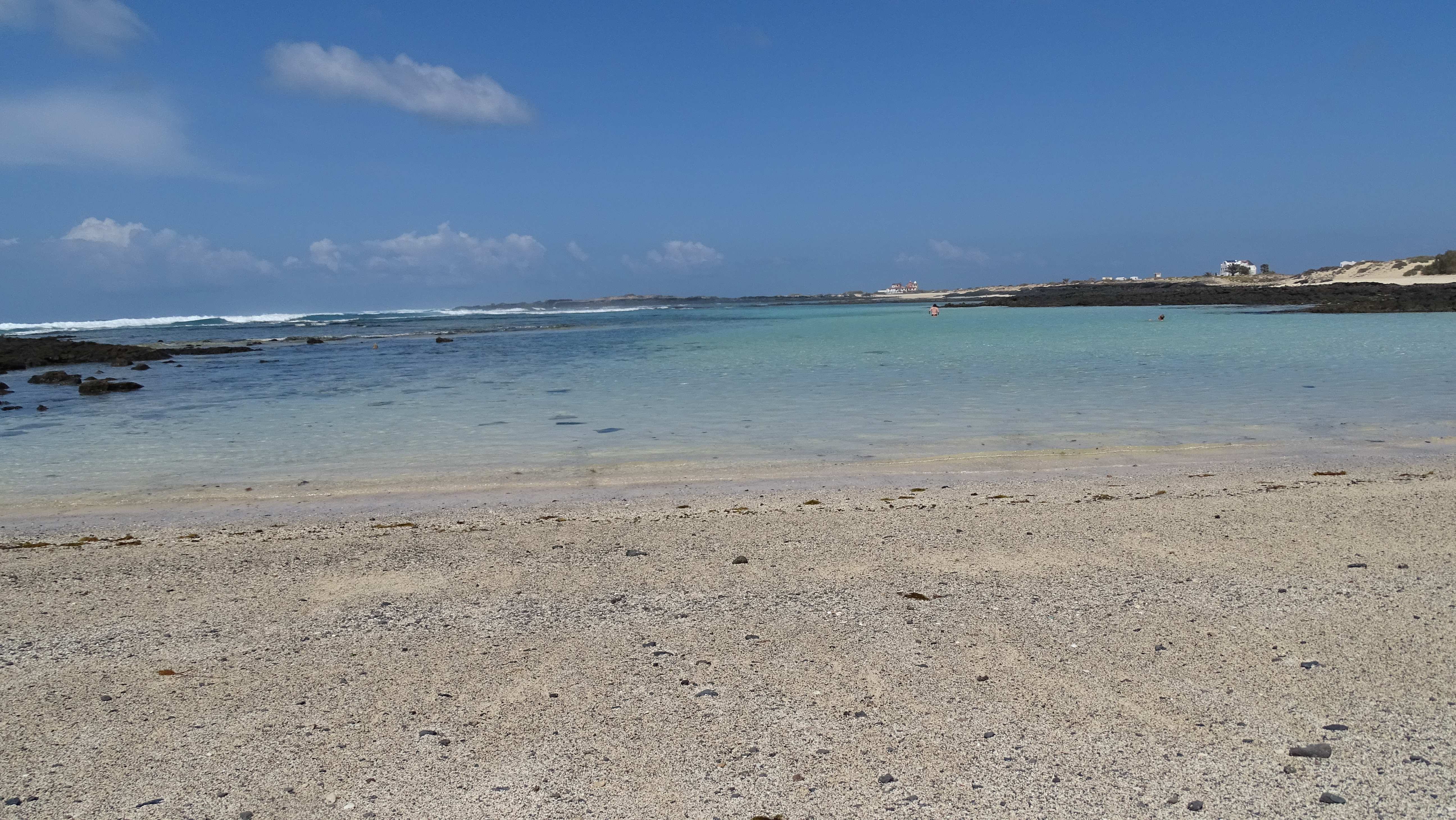
Strand van El Cotillo

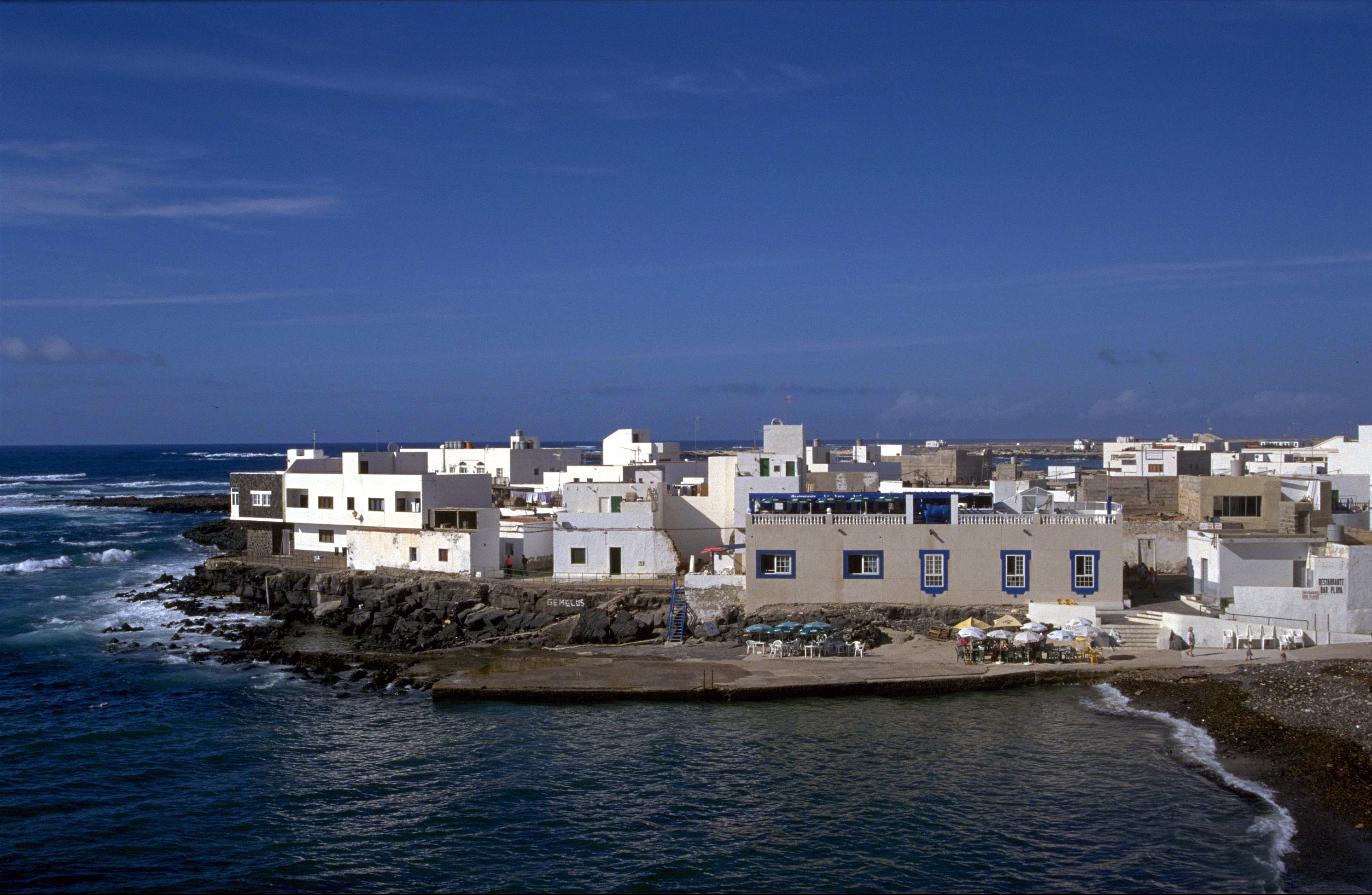
De oude haven van El Cotillo

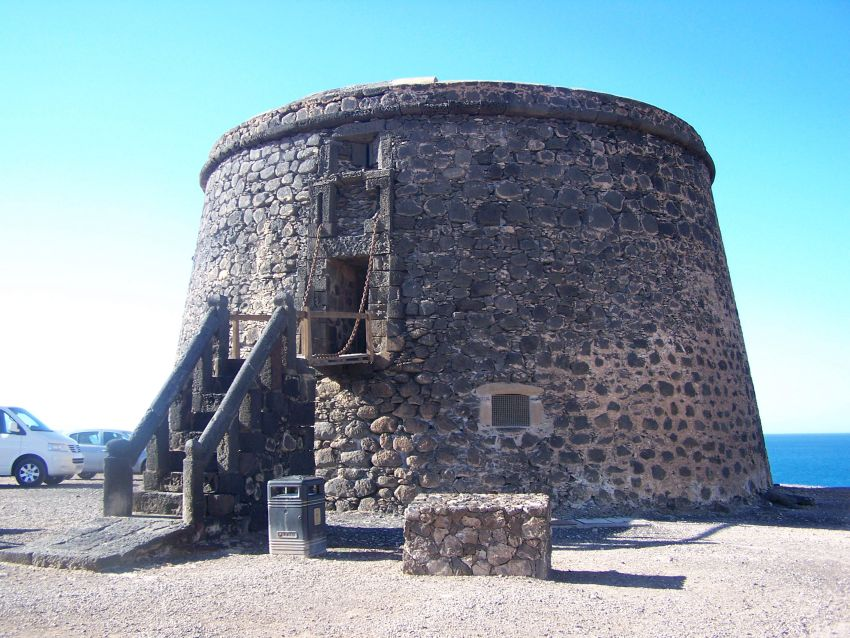
Torre del Tostón

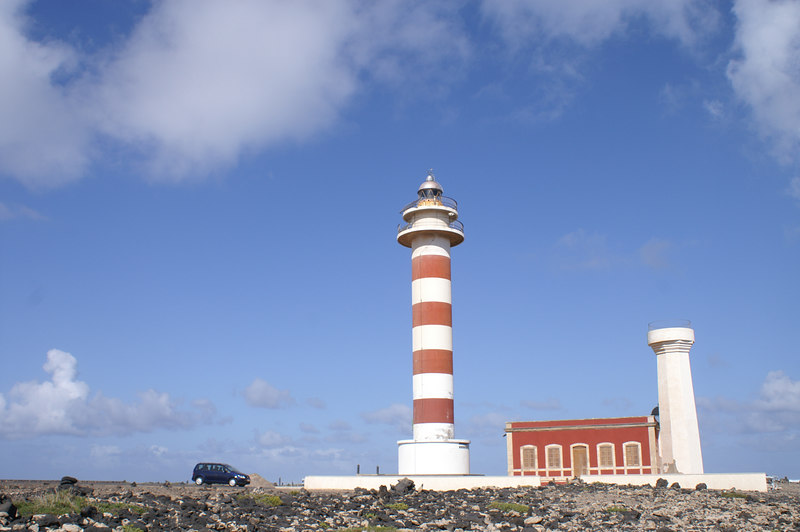
Vuurtoren van El Cotillo